# Segonzac (Corrèze)
 Segonzac  (en occitano Segonzac) es una comuna y población de Francia, en la región de Lemosín, departamento de Corrèze, en el distrito de Brive-la-Gaillarde y cantón de Ayen.
Su población en el censo de 2008 era de 237 habitantes.
No está integrada en ninguna Communauté de communes.

## Demografía
| 325 | 375 | 329 | 327 | 253 | 239 | 237 |
| Para los censos de 1962 a 1999 la población legal corresponde a la población sin duplicidades (Fuente: INSEE [Consultar]) |     |     |     |     |     |     |